# Armadillidium ormeanum
Armadillidium ormeanum är en kräftdjursart som beskrevs av Karl Wilhelm Verhoeff 1931. Armadillidium ormeanum ingår i släktet Armadillidium och familjen klotgråsuggor. Inga underarter finns listade i Catalogue of Life.